# Ynglingar

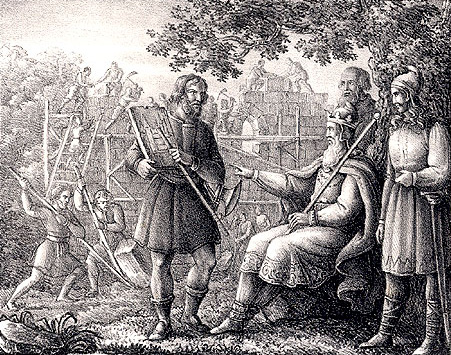
Yngve Frey bygger Gamla Upsala tempel (1830) di Hugo Hamilton.
Seduto, il dio Yngvi-Freyr da cui deriva la dinastia Ynglingar.

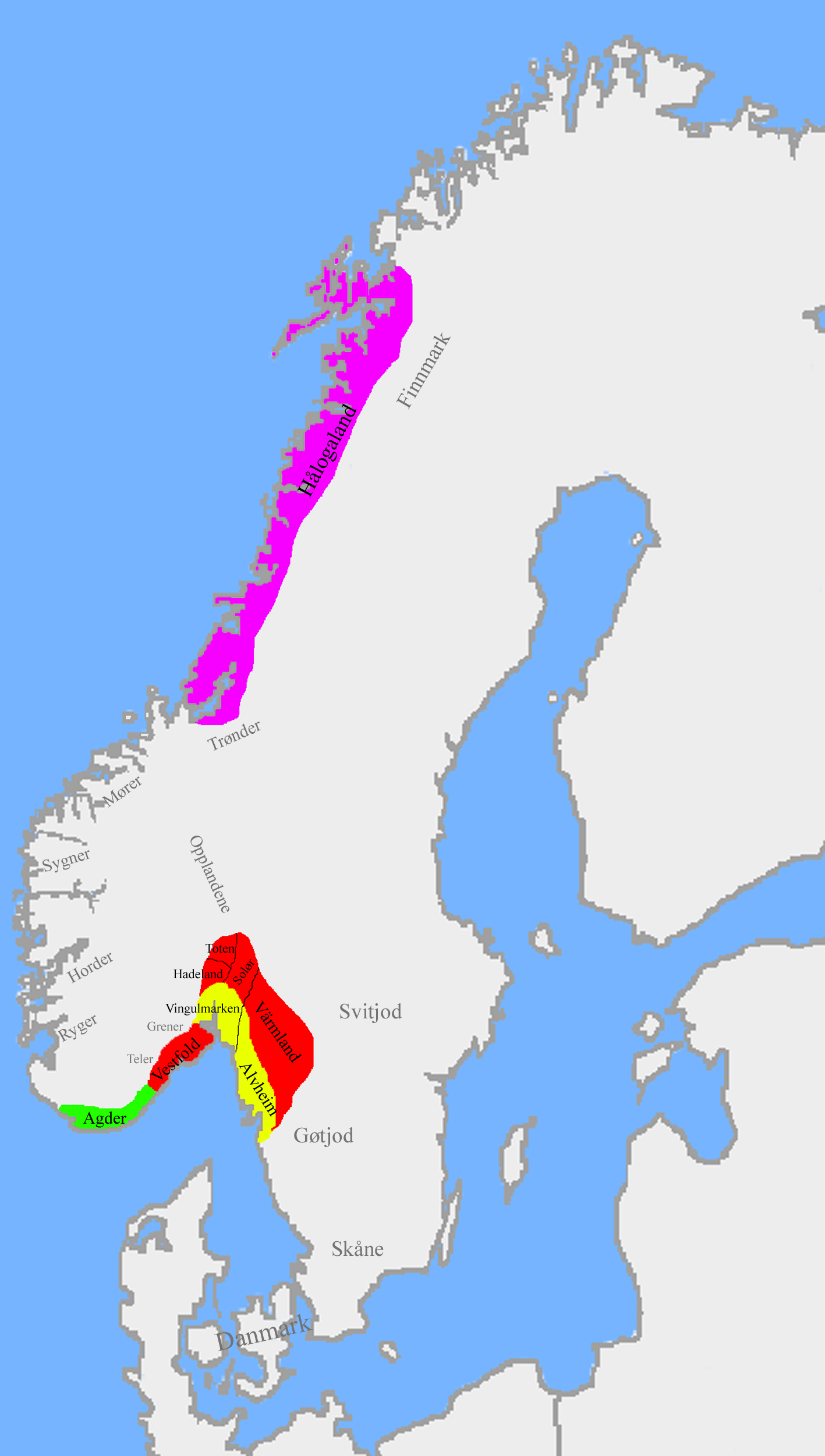
Regni norvegesi alla morte di Gudrød il Cacciatore, ca. 820 d.C. I regni più importanti erano Vestfold (rosso), Hålogaland (viola), Alvheim (giallo) e Agder (verde).

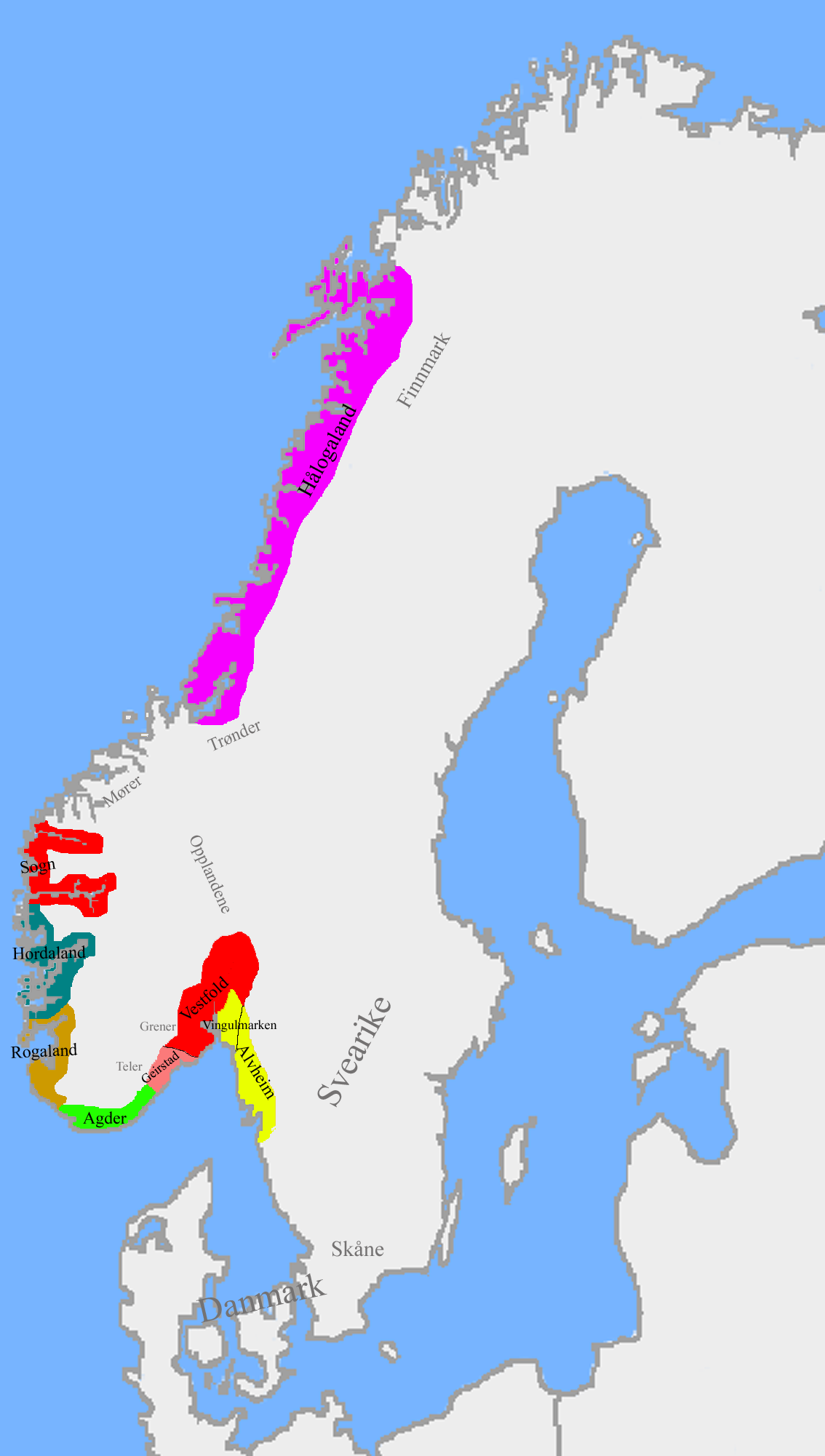
Regni norvegesi alla morte di Halfdan il Nero, ca. 860 d.C.. Il regno ereditato da Harald Bellachioma è in rosso.

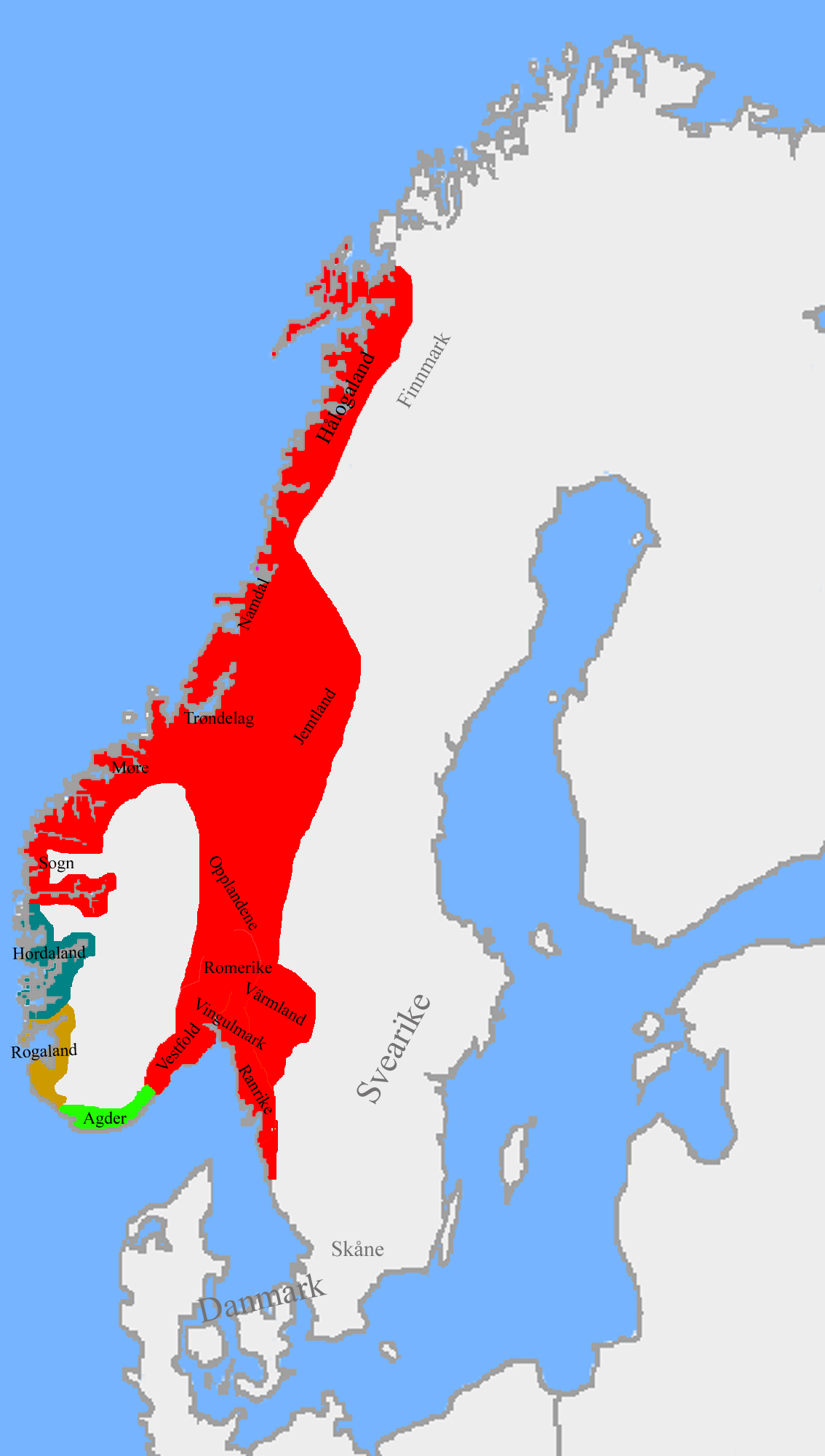
Regni norvegesi attorno all'872 d.C. prima della Battaglia di Hafrsfjord.

Gli Ynglingar (nell'Heimskringla), Scylfings (nel Beowulf e nell'Ynglingatal) oppure Figli di Freyr (nel Gesta Danorum e nell'Ynglingatal) appartennero ad una dinastia scandinava che le fonti mitologiche pongono come originaria dello Svealand.

## Origini
Prima dell'VIII secolo è difficile ricostruire una linea di successione precisa. Sebbene gli antichi testi pervenuti (come l'Ynglingatal, gesta dei Yngling, o l'Ynglinga saga, la saga dei Yngling) riportino una genealogia i cui primi re sono corrispondenti, andando indietro nei secoli più le gesta descritte si mischiano con il mito.
La dinastia "storica" discende da una linea di successione di re, semi-leggendari o leggendari, che inizia nel I secolo a.C. col dio Yngvi (Yngvi-Freyr), da cui deriva il nome Yngling (Yngvi-ing, dove -ing significa "discendente").
I primi appartenenti a questa linea dinastica utilizzavano titolo di re a Uppsala, importante centro culturale e religioso nell'attuale Svezia, il cui tempio, secondo il mito, era stato costruito dal dio Yngvi-Freyr. Ci sarebbe da osservare che Snorri Sturluson, nell'Ynglinga saga, se da un lato indica come primo sovrano svedese l'antico Gylfi, dall'altro riporta che solo da Dyggvi in poi si cominciò ad usare l'appellativo konungr (che lo fa derivare da "Kon Ungr", Kon il Giovane), poiché i suoi predecessori erano chiamati dróttinn (condottieri).
Tuttavia la figura del kuningaz era presente anche nelle culture protogermaniche almeno dai tempi di Tacito (I secolo d.C.). Pertanto risulta arduo stabilire quando i signori di Uppsala cominciarono ad essere effettivamente definiti come re.
La mancanza soluzione di continuità nella genealogia dei primi re può essere attribuita al fatto che i primi documenti scritti risalgono a diversi secoli dopo, quindi fu ricostruita successivamente, o partendo da altri scritti ormai non più esistenti, o influenzandosi a vicenda. Tra l'altro i decessi dei primi quattro re (Fjölnir, Sveigðir, Vanlandi e Vísburr sono connessi ciascuno con uno dei quattro elementi di Empedocle), caratteristica che negli anni '90 ha fatto avanzare l'ipotesi che l'Ynglingatal fosse in realtà successivo al Ynglinga saga (XII secolo d.C.) ed entrambi intenzionati a far risalire le origini dei regnanti all'epoca della loro compilazione direttamente al dio Freyr.

Persi gli iniziali possedimenti in Uppland, Svezia, attorno al VII secolo, la linea dinastica riuscì a sopravvivere e conquistare diversi regni in Norvegia, unificandola una prima volta nell'872 circa (assumendo il nome di dinastia Bellachioma). Un supposto ramo degli Ynglingar (poi nota come dinastia di Munsö), riuscì a tornare a regnare nei territori svedesi originali nel X secolo.

## I re storici
La distinzione tra re semi-leggendari e storici degli Ynglingar è basata sulla conferma dell'esistenza dei componenti da fonti non riconducibili solamente alle saghe norrene come lo Ynglingatal (o l'anglosassone Beowulf). Una possibile linea di demarcazione la si può individuare ponendo come fondatore degli Ynglingar "storici" Gudrød il Cacciatore (Gudrød Halfdansson Veidekonge), re di Vestfold, in seguito alla conquista del regno di Agder.
Un'altra tradizionale linea di demarcazione è la Battaglia di Hafrsfjord (circa nell'872), con la quale molti piccoli regni furono unificati dal nipote di Gudrød il Cacciatore, Harald Bellachioma, cui gesta sono descritte nel Haraldskvæði e nel Glymdrápa di Þorbjörn Hornklofi. Con l'estensione dei suoi domini in seguito a tale battaglia, si dette il titolo di re di Norvegia, dando inizio alla dinastia Bellachioma. Considerando però la successiva dinastia come separata, allora tutti i membri degli Yngling sarebbero da indicare come mitologici o semi-mitologici.
Una data più recente in cui si suppone che abbiano regnato non è garanzia di una loro maggiore conferma storica. Per alcuni di essi, come Ongenþeow, Ohthere, Onela e Aðils, vi sono citazioni e menzioni considerate più affidabili a quelle relative a membri ben più tardi come Ólafr o Rögnvaldr.

## Le liste dei re
Mettendo assieme le liste dei re dei principali testi pervenuti, si può ricostruire questa tabella di raffronto:
|                    | Beowulf VIII d.C.-X d.C. | Ynglingatal tardo IX d.C.         | Íslendingabók primo XII d.C.         | Historia Norvegiæ tardo XII d.C | Ynglinga saga circa 1225 | Hversu Noregr byggðist 1387               |
| ------------------ | ------------------------ | --------------------------------- | ------------------------------------ | ------------------------------- | ------------------------ | ----------------------------------------- |
| Dei                |                          |                                   |                                      |                                 |                          | Burri                                     |
| Dei                |                          |                                   |                                      |                                 | Burr                     |                                           |
| Dei                |                          |                                   |                                      |                                 | (Gylfi)                  | Óðinn Ásakonungr                          |
| Dei                |                          |                                   | Yngvi Tyrkjakonungr                  | Ingui                           | (Óðinn)                  | Freyr                                     |
| Dei                |                          |                                   | Njörðr Svíakonungr                   | Neorth                          | Njörðr                   | Njörðr                                    |
| Dei                |                          |                                   | Freyr                                | Froyr                           | Yngvifreyr               | Freyr                                     |
|                    |                          |                                   |                                      |                                 |                          |                                           |
| Re mitologici      |                          | Fjölnir                           | Fjölnir                              | Fiolnir                         | Fjölnir                  | Fjölnir                                   |
| Re mitologici      |                          | Sveigðir                          | Svegðir                              | Swegthir                        | Svegðir                  | Sveigðir                                  |
| Re mitologici      |                          | Vanlandi                          | Vanlandi                             | Wanlanda                        | Vanlandi                 | Vanlandi                                  |
| Re mitologici      |                          | Vísburr                           | Visburr                              | Wisbur                          | Vísburr                  | Vísburr                                   |
| Re mitologici      |                          | Dómaldi                           | Dómaldr                              | Domald                          | Dómaldi                  | Dómaldi                                   |
| Re mitologici      |                          | Dómarr                            | Dómarr                               | Domar                           | Dómarr                   | Dómarr                                    |
| Re mitologici      |                          | Dyggvi                            | Dyggvi                               | Dyggui                          | Dyggvi                   | Dyggvi/Tryggvi                            |
| Re mitologici      |                          | Dagr Spaka (Dag il Saggio)        | Dagr                                 | Dagr                            | Dagr Spaka               | Dagr                                      |
| Re mitologici      |                          | Agni                              | Alrekr                               | Alricr                          | Agni                     | Agni Skjálfarbóndi                        |
| Re mitologici      |                          | Alrekr e Eiríkr                   | Agni                                 | Hogni                           | Alrekr e Eiríkr          | Alrekr                                    |
| Re mitologici      |                          | Yngvi e Álfr                      | Yngvi                                | Ingialdr                        | Yngvi e Álfr             | Yngvi                                     |
| Re mitologici      |                          | -                                 | -                                    | -                               | Hugleikr                 | -                                         |
| Re mitologici      |                          | Jörundr                           | Jörundr                              | Jorundr                         | Jörundr ed Eiríkr        | Jörmunfróði/Jörund                        |
| Re mitologici      |                          | Aun (il Vecchio)                  | Aun inn gamli                        | Auchun                          | Aun hinn gamli           | Áni/Aunn inn gamli                        |
|                    |                          |                                   |                                      |                                 |                          |                                           |
| Re semi-mitologici | Ongenþeow                | Egill                             | Egill Vendilkráka                    | Eigil Vendilcraca               | Egill Tunnudólgr         | Egill Tunnadólgr                          |
| Re semi-mitologici | Ohthere e Onela          | Óttarr                            | Óttarr                               | Ottarus                         | Óttarr Vendilkráka       | Óttarr Vendilskráka                       |
| Re semi-mitologici | Eadgils e Eanmund        | Aðils                             | Aðísl at Uppsölum                    | Adils/Athisl                    | Aðils                    | Aðils at Uppsölum                         |
| Re semi-mitologici |                          | Eysteinn                          | Eysteinn                             | Eustein                         | Eysteinn                 | Eysteinn                                  |
| Re semi-mitologici |                          | Ingvarr                           | Yngvarr                              | Ynguar                          | Yngvarr                  | Yngvarr inn hári                          |
| Re semi-mitologici |                          | Önundr (lo Spianaterra)           | Braut-Önundr                         | Broutonundr                     | Brautönundr              | Braut-Önundr                              |
| Re semi-mitologici |                          | Ingjaldr (il Malgovernante)       | Ingjaldr inn illráði                 | Ingialdr                        | Ingjaldr hinn illráði    | Ingjaldr inn illráði                      |
| Re semi-mitologici |                          | Óláfr Trételgja (il Tagliaboschi) | Óláfr trételgja                      | Olavus tretelgia                | Óláfr trételgja          | Óláfr trételgja                           |
| Re semi-mitologici |                          | Hálfdan Hvitbeinn (Zampabianca)   | Hálfdan hvítbeinn Upplendingakonungr | Halfdan hwitbein                | Hálfdan hvítbeinn        | Hálfdan hvítbeinn                         |
| Re semi-mitologici |                          | Eysteinn                          |                                      | Eustein                         | Eysteinn                 | Eysteinn                                  |
| Re semi-mitologici |                          | Hálfdan (il Mite)                 |                                      | Halfdan                         | Hálfdan hinn mildi       | Hálfdan inn mildi                         |
|                    |                          |                                   |                                      |                                 |                          |                                           |
| Re storici         |                          | Guðröðr (il Cacciatore)           | Goðröðr                              | Guthrodr                        | Guðröðr veiðikonungr     | Guðröðr veiðikonungr                      |
| Re storici         |                          | Ólafr (l'Elfo di Geirstad)        | Óláfr                                | -                               | Ólafr                    | -                                         |
| Re storici         |                          | Rögnvaldr (l'Alto-Una-Montagna)   | -                                    | -                               | Rögnvaldr heiðum hæra    | -                                         |
| Re storici         |                          | -                                 | -                                    | Halfdan Niger (il Nero)         | Hálfdan svarti           | Hálfdan svarti                            |
| Re storici         |                          | -                                 | Helgi                                | Haraldus                        | Haraldr inn hárfagr      | Haraldr inn hárfagri (Harald Bellachioma) |

## Continuazione del casato
La dinastia degli Ynglingar conflui nella menzionata dinastia Bellachioma, quale sua continuazione nonché ramo norvegese:

Oltre al ramo norvegese, il Gesta Danorum considera appartenente ai Ynglingar anche la dinastia di Munsö, che regnò dapprima in Svezia, poi in Danimarca: